# Assemblée générale de l'Iowa
Pour les autres articles nationaux ou selon les autres juridictions, voir Assemblée générale (homonymie).
Capitole de l'État de l'Iowa, Des Moines
L'Assemblée générale de l'Iowa (en anglais Iowa General Assembly) est l'organe législatif du gouvernement de l'État de l'Iowa. Parlement bicaméral, l'Assemblée générale est composée de la Chambre des représentants de l'Iowa (100 membres) et du Sénat de l'Iowa (50 membres). Elle se réunit dans le Capitole de l'État de l'Iowa à Des Moines.

## Composition

### Élus
Les 100 représentants sont élus pour un mandat de deux ans, Chambre des représentants est renouvelée dans sa totalité à chaque élection. Les 50 sénateurs sont élus pour un mandat de quatre ans, le Sénat est renouvelé par moitié tous les deux ans. 
L'État est divisé en cinquante districts d'environ 60 927 habitants et élisant chacun un sénateur. Ces circonscriptions sénatoriales sont elles-mêmes divisées en deux districts, élisant chacun un représentant. Les circonscriptions sont redessinées tous les dix ans, après le recensement.
Pour devenir législateur, il est nécessaire d'être citoyen américain, de vivre dans l'Iowa depuis au moins un an et dans le district qu'on souhaite représenter depuis au moins 60 jours. Les représentants doivent être âgés d'au moins 21 ans et les sénateurs d'au moins 25 ans, lors de leur prise de fonctions.

### Équilibres partisans
Depuis les élections de novembre 2016, le Parti républicain contrôle les deux chambres de l'Assemblée générale, ayant fait basculer le Sénat alors à majorité démocrate. Lors de la session 2017-2019, les républicains comptent 59 représentants et 29 sénateurs
Parti majoritaire au sein de chaque chambre de la législature depuis 1846,

## Travail législatif
Chaque législature dure deux ans. La Constitution prévoit que chaque session législative doit débuter le deuxième lundi de janvier. Les législateurs ne peuvent être rémunérés que dans une limite de 110 jours calendaires la première année de la législature (année impaire) et 100 jours la deuxième (année paire), les sessions s'achèvent donc généralement à la fin de ce délai.
Lorsqu'une proposition de loi est déposée dans une chambre, elle doit être approuvée en commission avant d'être votée en séance plénière. Quand la chambre vote en faveur du texte, celui-ci est envoyé à l'autre chambre, suivant le même procédé. Pour être définitivement approuvée par l'Assemblée générale, le texte doit être approuvé dans les mêmes termes dans les deux chambres. Le texte prend force de loi lorsqu'il est signé par le gouverneur de l'Iowa, qui dispose généralement d'un délai de trois jours pour opposer son veto. L'Assemblée peut passer outre ce veto par une majorité des deux-tiers.

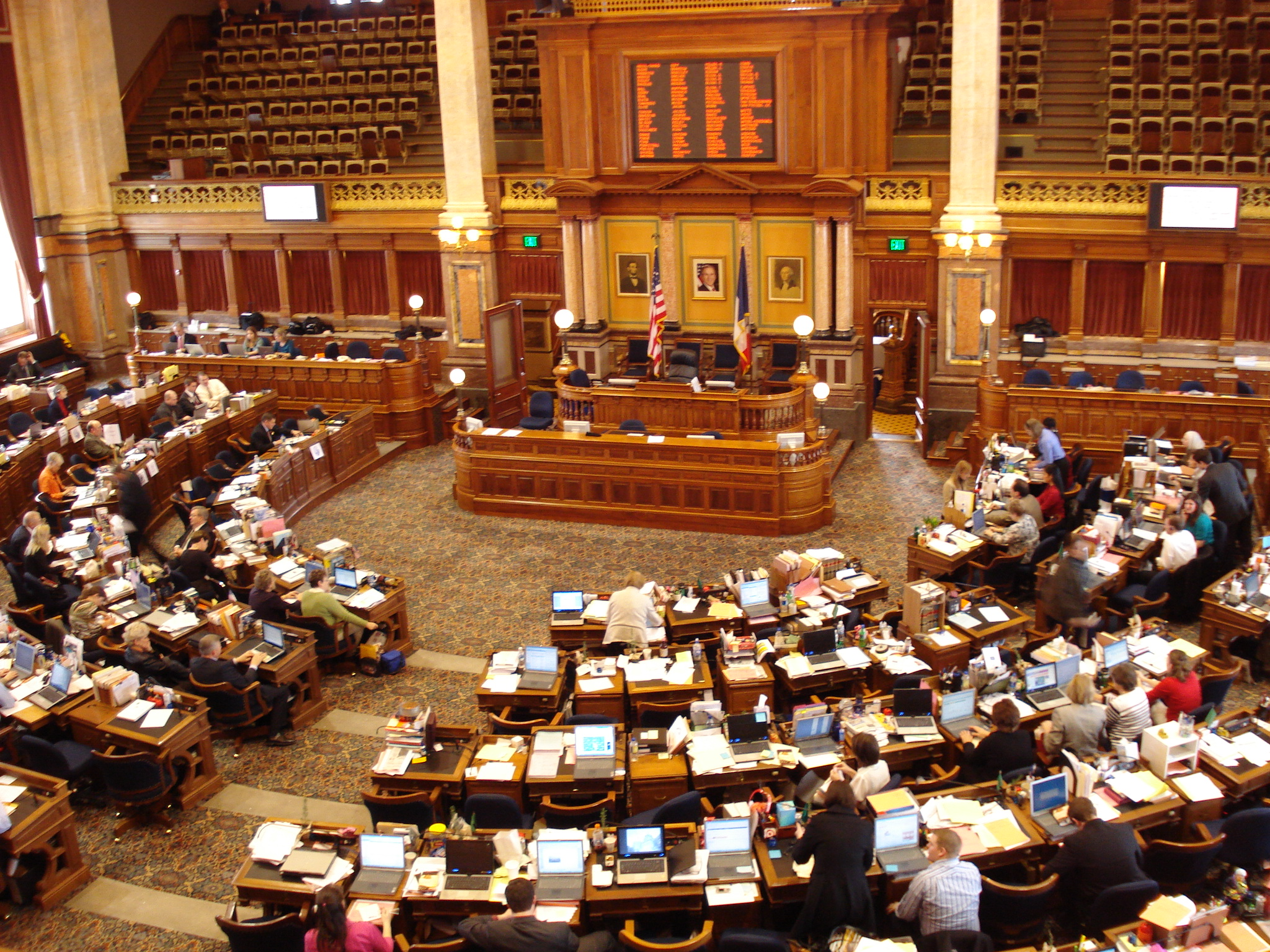
La Chambre des représentants
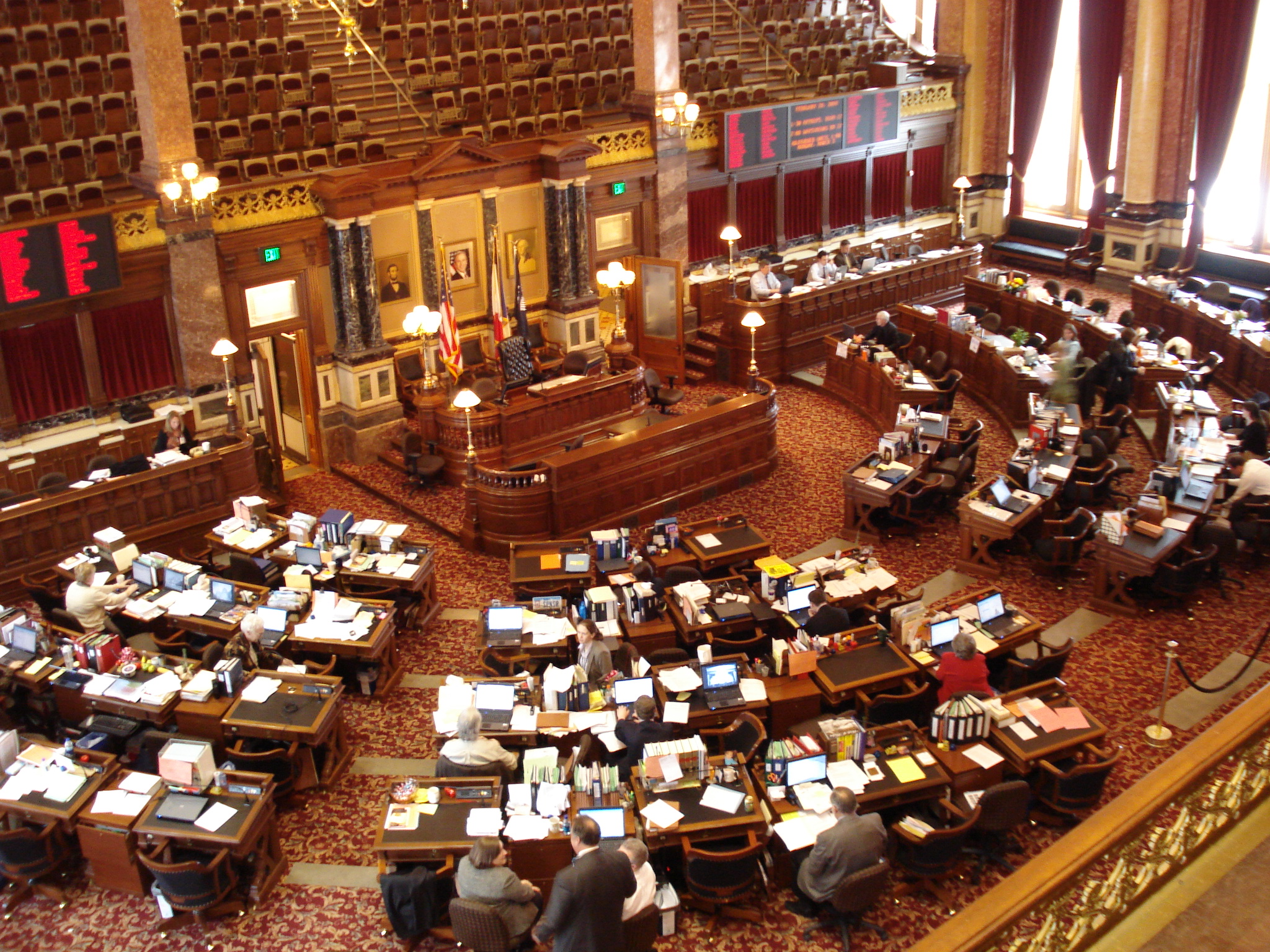
Le Sénat